# دير الحداد (الحديدة)
دير الحداد هي إحدى قرى مديرية اللحية، التابعة لمحافظة الحديدة اليمنية، بلغ تعداد سكانها 1680 نسمة حسب الإحصاء الذي أجري عام 2004.